# Władysław Tarabasz
Władysław Tarabasz (ur. 5 lipca 1912 w Sadku, zm. ?) – polski metalowiec, poseł na Sejm PRL III kadencji.

## Życiorys
Uzyskał wykształcenie średnie, z zawodu był metalowcem. Pracował na stanowisku wiceprezesa Gminnej Spółdzielni „Samopomoc Chłopska” w Skarżysku-Kamiennej. Wstąpił do Zjednoczonego Stronnictwa Ludowego, w 1961 został posłem na Sejm PRL z okręgu Ostrowiec Świętokrzyski. W parlamencie zasiadał w Komisji Przemysłu Lekkiego, Rzemiosła i Spółdzielczości Pracy.